# Goniophthalmus halli
Goniophthalmus halli är en tvåvingeart som beskrevs av Louis-Paul Mesnil 1956. Goniophthalmus halli ingår i släktet Goniophthalmus och familjen parasitflugor. Inga underarter finns listade i Catalogue of Life.